# يوهان الثاني، دوق كليفه
يوهان الثاني "صانع الأطفال" (The Babymaker)"؛ دوق كليفز وكونت مارك (الألمانية:Johann II. "der Kindermacher", Herzog von Kleve, Graf von Mark؛ 13 أبريل 1458 - 15 مارس 1521) هو الابن البكر لـ يوهان الأول، دوق كليفز وإليزابيث من نيفير الابنة الكبرى لـ جان الثاني، كونت نيفير، حكم كليفز من 1481 حتى وفاته 1521، لُقب بـ "صانع الأطفال" لأنه أب لعدد كبير من الأبناء الغير الشرعيين؛ قبل زواجه من ماتيلد من هسن في 1490 هي ابنة هنري الثالث، لاندغراف هسن العليا؛ والتي انجبت له:-
1. يوهان الثالث (1539-1490)؛ خلفه، وهو والد الملكة آن زوجة الرابعة لـ هنري الثامن ملك إنجلترا.
2. آنا (1567-1495)؛ تزوجت من فيليب الثالث، كونت فالديك-إسنبرغ.
3. أدولف (1525-1498)؛ عينه عمه فيليب دي كليفز، لورد رافنشتاين وفيخندال وريثاً له، إلا أنه توفي قبله.